# Campeonato Japonês de Futebol Feminino
O Campeonato Japonês de Futebol Feminino conhecido como L.League ou Nadeshiko League é a uma liga de futebol de clube de futebol feminino, no Japão.
A liga existe desde 1989 e é composta por 3 divisões.
A partir do título de 2011 da Seleção Japonesa de Futebol Feminino no mundial da categoria, a liga cresceu em popularidade.

## Estrutura da Liga
Desde 2015, em três níveis
| Nível | Liga(s) / Divisão(s)                                       | Liga(s) / Divisão(s)                                       |
| ----- | ---------------------------------------------------------- | ---------------------------------------------------------- |
| 1     | Nadeshiko League Div.1 (Divisão 1) 10 clubes               | Nadeshiko League Div.1 (Divisão 1) 10 clubes               |
| 2     | Nadeshiko League Div.2 (Divisão 2) 10 clubes               | Nadeshiko League Div.2 (Divisão 2) 10 clubes               |
| 3     | Challenge League (Divisão 3) 12 (leste 6 / oeste 6) clubes | Challenge League (Divisão 3) 12 (leste 6 / oeste 6) clubes |

## Champions

### Campeões da primeira divisão
Negrito título duplo com a Copa da Imperatriz.
| Ano  | Clube                             |
| ---- | --------------------------------- |
| 1989 | Shimizu F.C. Ladies               |
| 1990 | Yomiuri S.C. Ladies Beleza        |
| 1991 | Yomiuri S.C. Ladies Beleza        |
| 1992 | Yomiuri Nippon S.C. Ladies Beleza |
| 1993 | Yomiuri Nippon S.C. Ladies Beleza |
| 1994 | Matsushita Denki L.S.C. Bambina   |
| 1995 | Prima Ham F.C. Kunoichi           |
| 1996 | Nikko Securities Dream Ladies     |
| 1997 | Nikko Securities Dream Ladies     |
| 1998 | Nikko Securities Dream Ladies     |
| 1999 | Prima Ham F.C. Kunoichi           |
| 2000 | NTV Beleza                        |
| 2001 | NTV Beleza                        |
| 2002 | NTV Beleza                        |
| 2003 | Tasaki Perule F.C.                |

| Year | Club                      |
| ---- | ------------------------- |
| 2004 | Saitama Reinas F.C.       |
| 2005 | NTV Beleza                |
| 2006 | NTV Beleza                |
| 2007 | NTV Beleza                |
| 2008 | NTV Beleza                |
| 2009 | Urawa Red Diamonds Ladies |
| 2010 | NTV Beleza                |
| 2011 | INAC Kobe Leonessa        |
| 2012 | INAC Kobe Leonessa        |
| 2013 | INAC Kobe Leonessa        |
| 2014 | Urawa Red Diamonds Ladies |
| 2015 | NTV Beleza                |
| 2016 | NTV Beleza                |

Total de títulos por clube
| Clube                         | Campeão | Ano                                                                                |
| ----------------------------- | ------- | ---------------------------------------------------------------------------------- |
| NTV Beleza                    | 14      | 1990, 1991, 1992, 1993, 2000, 2001, 2002, 2005, 2006, 2007, 2008, 2010, 2015, 2016 |
| Nikko Securities Dream Ladies | 3       | 1996, 1997, 1998                                                                   |
| INAC Kobe Leonessa            | 3       | 2011, 2012, 2013                                                                   |
| Urawa Red Diamonds Ladies     | 3       | 2004, 2009, 2014                                                                   |
| Iga F.C. Kunoichi             | 2       | 1995, 1999                                                                         |
| Shimizu F.C. Ladies           | 1       | 1989                                                                               |
| Speranza F.C. Osaka-Takatsuki | 1       | 1994                                                                               |
| Tasaki Perule F.C.            | 1       | 2003                                                                               |